# 5.ª División (Ejército Popular de la República)
La 5.ª División fue una de las divisiones del Ejército Popular de la República que se organizaron durante la guerra civil española sobre la base de las Brigadas Mixtas. Estuvo desplegada en los frentes de Madrid y Levante.

## Historial
La unidad fue creada el 31 de diciembre de 1936, en el seno del Cuerpo de Ejército de Madrid. Cubría el segundo sector del frente de Madrid, desde la tapia de El Pardo hasta el río Manzanares. Tenía su cuartel general en el Palacio de El Pardo. La división quedó compuesta por las brigadas mixtas «A», 38.ª y 39.ª, con 8.166 efectivos humanos y nueve piezas de artillería.
La 5.ª División tuvo un papel relevante durante la Tercera batalla de la carretera de La Coruña, defendiendo los accesos a Madrid, el puente de San Fernando y el monte de El Pardo. Posteriormente la unidad pasó a integrarse en el II Cuerpo de Ejército, y después en el VI Cuerpo de Ejército, permaneciendo en el frente de Madrid.
En la primavera de 1938 el general Miaja la envió al frente de Levante como refuerzo de las fuerzas republicanas que resistían la ofensiva franquista. La 5.ª División, situada entre las divisiones 25.ª y 39.ª, mantuvo sus posiciones defensivas y logró evitar la derrota de las unidades republicanas desplegadas en la zona del Maestrazgo. La unidad mantuvo la resistencia en esta zona durante varias semanas, sufriendo un duro desgaste en el empeño. Posteriormente la 5.ª División pasó al XIX Cuerpo de Ejército, destacándose en la resistencia que ofreció al Cuerpo de Ejército de Navarra en Campillo.
Durante el resto de la contienda no intervino en operaciones militares de relevancia.

## Mandos
Comandantes
- comandante de Infantería Juan Perea Capulino;[9]
- comandante médico Miguel Palacios Martínez;[2]
- mayor de milicias José Penido Iglesias;[10]

Comisarios
- Tomás Sanz Asensio, de la CNT;[11]

Jefes de Estado Mayor
- comandante de infantería Joaquín Martí Sánchez;[12]
- teniente de infantería Francisco Garrido Romero;
- mayor de milicias Paulino García Puente;
- comandante de infantería Juan Miguel Mari;

## Orden de batalla
| Fecha               | Cuerpo de Ejército adscrito  | Brigadas Mixtas integradas | Frente de batalla |
| ------------------- | ---------------------------- | -------------------------- | ----------------- |
| Diciembre de 1936   | Cuerpo de Ejército de Madrid | 5.ª, 38.ª y 39.ª           | Centro            |
| Marzo de 1937       | II Cuerpo de Ejército        | 21.ª, 38.ª y 39.ª          | Centro            |
| 7 de abril de 1937  | VI Cuerpo de Ejército        | 39.ª y 48.ª                | Centro            |
| Diciembre de 1937   | VI Cuerpo de Ejército        | 39.ª, 48.ª y 112.ª         | Centro            |
| 12 de mayo de 1938  | XIII Cuerpo de Ejército      | 28.ª, 39.ª, 16.ª y 97.ª    | Levante           |
| 9 de junio de 1938  | XIX Cuerpo de Ejército       | 2.ª, 28.ª y 97.ª           | Levante           |
| 18 de junio de 1938 | XIX Cuerpo de Ejército       | 2.ª, 28.ª y 39.ª           | Levante           |